# Kodifikation
Kodifikation eller kodifiering var i äldre tider införandet av lag i kodex. I modern mening innebär kodifikation den process som omvandlar moraliska och etiska ståndpunkter, sedvanerätt, handelsbruk, rättspraxis med flera rättskällor till skriven lag.
Kända europeiska kodifikationer är bland annat den franska Code Civil samt den tyska Bürgerliches Gesetzbuch. I Sverige kan 1734 års lag till viss del utgöra en kodifikation, det bör dock beaktas att den inte var en upplysningskodifikation på samma sätt som till exempel Code Civil.